# Helsingborg (Gemeinde)
Koordinaten: 56° 3′ N, 12° 42′ O

Helsingborg ist eine Gemeinde (schwedisch kommun) in der südschwedischen Provinz Skåne län und der historischen Provinz Schonen. Der Hauptort der Gemeinde ist Helsingborg.
Helsingborg (Helsingborgs stad) ist eine der 14 Gemeinden in Schweden, die statt kommun den Begriff stad (Stadt) für ihr gesamtes Gemeindegebiet verwenden.

## Nachbargemeinden
|                     | Höganäs    | Ängelholm   |
| Helsingør, Dänemark |            | Åstorp Bjuv |
|                     | Landskrona | Svalöv      |

## Geschichte
Als die der Kommunalverfassung im Jahr 1863 in Kraft trat, war das heutige Gemeindegebiet rund um die Stadt Helsingborg in 15 Kirchspiele (socknar) eingeteilt. Im Zuge von mehreren Reformen wurden die Kirchspiele immer weiter zusammengelegt. Schließlich entstand die heutige Gemeinde 1971 aus dem Zusammenschluss der Stadt Hälsingborg mit vier Landgemeinden. Hierbei wurde auch wieder die ursprüngliche Schreibweise Helsingborg eingeführt, nachdem sie 1912 in Hälsingborg umgeändert worden war.

## Politik
Mit Stand des Jahres 2014 wird der Rat der Gemeinde Helsingborg (kommunfullmäktige) gemeinsam von einer Koalition aus Konservativen, Christdemokraten, Zentrum, den Liberalen sowie den Grünen geführt.
Gemeinderatswahl am 11. September 2022
Die 65 Sitze im Gemeinderat verteilen sich folgendermaßen auf die einzelnen Parteien:
| Partei                                        | Stimmenanteil | Sitze |
| --------------------------------------------- | ------------- | ----- |
| Sveriges socialdemokratiska arbetareparti (S) | 31,2 %        | 20    |
| Moderata samlingspartiet (M)                  | 23,7 %        | 16    |
| Sverigedemokraterna (Sd)                      | 21,5 %        | 14    |
| Vänsterpartiet (V)                            | 5,4 %         | 4     |
| Liberalerna (Fp)                              | 5,1 %         | 3     |
| Kristdemokraterna (Kd)                        | 4,2 %         | 3     |
| Centerpartiet (C)                             | 3,9 %         | 3     |
| Miljöpartiet de Gröna (Mp)                    | 3,2 %         | 2     |
| Partiet Nyans (PNy)                           | 1,1 %         | –     |
| Übrige                                        | 0,9 %         | –     |

## Orte
Folgende Orte sind Ortschaften (tätorter):
| - Allerum - Bårslöv - Domsten - Gantofta - Hasslarp | - Helsingborg - Hittarp - Kattarp - Mörarp - Ödåkra | - Påarp - Rydebäck - Tånga och Rögle - Utvälinge - Vallåkra |

## Städtepartnerschaften
Partnerstädte von Helsingborg sind
- Helsingör, Dänemark
- Alexandria (Virginia), USA
- Dubrovnik, Kroatien
- Pärnu, Estland